# União dos Democratas e Independentes
A União dos Democratas e Independentes (em francês: Union des démocrates et indépendants, UDI) é um partido político da França.
O partido foi fundado em 2012, com o intuito de unir diversos partidos de centro e de centro-direita num único partido, alinhado com o centro-direita da França, liderado pela União por um Movimento Popular (actualmente: Os Republicanos).
A UDI é liderada, desde 2014, por Jean-Christophe Lagarde e, ideologicamente, segue uma linha liberal, social liberal, democrata-cristã e defensor do federalismo europeu.
Em dezembro de 2016, o partido foi aceite como membro do Partido da Aliança dos Liberais e Democratas pela Europa.

## Partidos membros
| Partido | Partido                                        | Ideologia          | Espectro       |
| ------- | ---------------------------------------------- | ------------------ | -------------- |
|         | Partido Radical                                | Social liberalismo | Centro         |
|         | Novo Centro                                    | Democracia cristã  | Centro-direita |
|         | Aliança Centrista                              | Centrismo          | Centro         |
|         | Força Europeia Democrata                       | Democracia cristã  | Centro-direita |
|         | Esquerda Moderna                               | Social liberalismo | Centro         |
|         | Territórios em Movimento                       | Liberalismo        | Centro-direita |
|         | Centro Nacional dos Independentes e Camponeses | Conservadorismo    | Centro-direita |
|         | Partido Liberal Democrata                      | Libertarismo       | Centro-direita |
|         | Nova Ecologia Democrática                      | Ecologismo         | Centro         |

## Resultados eleitorais

### Eleições legislativas
| Data | 1ª Volta | 1ª Volta  | 2ª Volta | 2ª Volta  | Deputados | Status   |
| Data | Votos    | %         | Votos    | %         | Deputados | Status   |
| ---- | -------- | --------- | -------- | --------- | --------- | -------- |
| 2017 | 687 225  | 3,0 (8.º) | 551 760  | 1,2 (8.º) | 18 / 577  | Oposição |

### Eleições europeias
| Data | Votos     | %         | Deputados | Aliança             |
| ---- | --------- | --------- | --------- | ------------------- |
| 2014 | 1 884 565 | 9,9 (4.º) | 3 / 74    | Coligação com MoDem |